# Имелля
Имелля (устар. Имелма) — река в России, протекает в Кувандыкском районе Оренбургской области. Устье реки находится в 55 км по левому берегу реки Кураган. Длина реки 17 км.

## Данные водного реестра
По данным государственного водного реестра России относится к Уральскому бассейновому округу, водохозяйственный участок реки — Сакмара от истока до впадения реки Большой Ик. Речной бассейн реки — Урал (российская часть бассейна).
Код объекта в государственном водном реестре — 12010000512112200005447.